# Łukasz Wiśniewski (pallavolista)
Łukasz Wiśniewski (Włodawa, 3 febbraio 1989) è un pallavolista polacco, centrale dello Skra Bełchatów.

## Carriera

### Club
La carriera di Łukasz Wiśniewski inizia a livello giovanile col club dell'Uczniowskiego Klubu Sportowego Serbinów, per proseguire nella squadra federale del SMS Spała. Diventa professionista nella stagione 2008-09, debuttando in Polska Liga Siatkówki con la maglia del AZS Częstochowa: resta legato al club per quattro stagioni, vincendo la Challenge Cup 2011-12.
Nella stagione 2012-13 viene ingaggiato dallo ZAKSA, club con il quale si aggiudica quattro Coppe di Polonia, tre scudetti e la Supercoppa 2019; dopo otto annate nel club di Kędzierzyn-Koźle, a partire dal campionato 2020-21 è impegnato con lo Jastrzębski Węgiel, dove, in tre annate, vince altri due titoli nazionali e due Supercoppe.
Per la stagione 2023-24 viene ingaggiato dallo Skra Bełchatów, ancora in Polska Liga Siatkówki.

### Nazionale
Debutta nella nazionale polacca nell'estate del 2010, per poi vincere la medaglia d'argento alla Coppa del Mondo 2011 e quella d'oro alla World League 2012.

## Palmarès

### Club
- Campionato polacco: 5

2015-16, 2016-17, 2018-19, 2020-21, 2022-23
- Coppa di Polonia: 4

2012-13, 2013-14, 2016-17, 2018-19
- Supercoppa polacca: 3

2019, 2021, 2022
- Challenge Cup: 1

2011-12

### Nazionale (competizioni minori)
- Memorial Hubert Wagner 2013
- Memorial Hubert Wagner 2017

### Premi individuali
- 2013 - Coppa di Polonia: Miglior muro
- 2014 - Coppa di Polonia: Miglior muro
- 2016 - Coppa di Polonia: Miglior servizio
- 2017 - Coppa di Polonia: Miglior muro
- 2019 - Coppa di Polonia: Miglior muro